# اجیلیتی
اجیلیتی (به انگلیسی: Agility) شرکت هلدینگ حمل‌ونقل کویتی است، که در زمینه ارائه خدمات لجستیکی، ترخیص گمرکی کالاها، تجارت کالا، مدیریت زنجیره تأمین، توسعه املاک و مستغلات و زیرساخت‌های شهری فعالیت می‌کند و به‌عنوان دهمین شرکت بزرگ لجستیک جهان شناخته می‌شود.
شرکت اجیلیتی در سال ۱۹۷۹ توسط دولت کویت راه‌اندازی شد و در سال ۱۹۹۷ در پی خصوصی‌سازی شرکت، طارق عبد العزیز سلطان العیسی (رئیس هیئت مدیره کنونی) کنترل شرکت اجیلیتی را در دست گرفت. این شرکت در حال حاضر دارای ۵۵۰ دفتر اداری در ۱۲۰ کشور جهان می‌باشد.
دفتر مرکزی شرکت اجیلیتی در شهر صلیبیه، کویت قرار دارد و بخشی از سهام آن در بازارهای بورس کویت و بورس دبی معامله می‌شود.